# Trond Sollied
Trond Johan Sollied (nascido em 29 de abril de 1959) é um ex-jogador e treinador de futebol norueguês. Seu último trabalho como treinador foi no Lokeren. 
Durante sua carreira como jogador, Sollied foi um zagueiro que jogou pelo Mo, Vålerenga, Rosenborg e finalmente Bodø/Glimt como jogador-treinador. Ele venceu o Campeonato Norueguês de Futebol 5 vezes e também jogou pela Seleção Norueguesa de Futebol 15 vezes, marcando um gol.
Iniciou sua carreira como treinador na Bodø / Glimt e também esteve no comando do Rosenborg, KAA Gent (em três ocasiões distintas), Club Brugge, Olympiacos, Heerenveen, Al-Ahli, Lierse e Elazığspor. Até 2012, as equipes sob sua liderança conquistaram 12 títulos.     